# Eurydice (Anouilh)
Pour les articles homonymes, voir Eurydice (homonymie).
Eurydice est une pièce de théâtre de Jean Anouilh créée au théâtre de l'Atelier (Paris) le 18 décembre 1942 dans une mise en scène et des décors d'André Barsacq.
Elle fait partie des Pièces noires avec L'Hermine (1931), La Sauvage (1934) et Le Voyageur sans bagage (1937).

## Argument
Eurydice est actrice dans une troupe de comédiens en tournée. Au buffet d'une gare, elle rencontre Orphée, un violoniste. Ils tombent amoureux et Eurydice quitte la troupe pour vivre avec Orphée. Le couple croise un commis-voyageur inquiétant, M. Henri, peut-être le Destin. Le directeur de la troupe révèle qu'Eurydice est sa maîtresse. Orphée est jaloux, les amants se fâchent. Alors qu'elle est sortie, Orphée apprend qu'Eurydice a eu un accident de bus. M. Henri, compatissant, transige avec la mort : Eurydice est ramenée à la vie, mais Orphée ne doit pas la regarder jusqu'au matin. Orphée ne résiste pas et la regarde. Elle meurt à nouveau. M. Henri propose à Orphée le seul remède qui lui permettra de rejoindre Eurydice, la mort. Dans une chambre d'hôtel sans charme, les deux amants sont réunis à jamais.

## Théâtre de l'Atelier,1942
Création le 18 décembre 1942 au Théâtre de l'Atelier.
- Mise en scène : André Barsacq
- Scénographie : André Barsacq
- Personnages et interprètes :
  - Le père : Jean Dasté ;
  - Orphée : Alain Cuny ;
  - Eurydice : Monelle Valentin ;
  - La mère : Madeleine Geoffroy ;
  - Le garçon du buffet : Eugène Yvernes ;
  - Vincent : Jean-Henri Chambois ;
  - La jeune fille : Annie Talbert ;
  - Mathias : Roger-Maxime ;
  - Alfredo Dulac : Alfred Adam ;
  - Monsieur Henri : Auguste Boverio ;
  - Le garçon d'hôtel : Léonce Corne ;
  - Le petit régisseur : Jacques Jeannet ;
  - Le chauffeur : Marcel Pérès ;
  - La caissière : Suzanne Dalthy ;
  - Le secrétaire du commissariat : André Schlesser.

## Théâtre de l'Œuvre,1991
Première le 12 février 1991 au Théâtre de l'Œuvre.
- Mise en scène : Georges Wilson
- Scénographie : Georges Wilson
- Costumes : Laurence Brignon
- Lumières : Gérard Keryse
- Musique originale : Bruno Fontaine
- Personnages et interprètes :
  - Le père : Georges Wilson ;
  - Orphée : Lambert Wilson ;
  - Eurydice : Sophie Marceau ;
  - La mère : Catherine Rouvel ;
  - Le premier garçon : Jacques Marchand ;
  - Vincent : Robert Party ;
  - La petite comédienne : Elsa Zylberstein ;
  - Mathias : Jacques Jacquemin ;
  - Alfredo Dulac : Bruno Balp ;
  - Monsieur Henri : Maxence Mailfort ;
  - Le petit régisseur : Pierre Val.

## Autour de la pièce
Le film Vous n'avez encore rien vu d'Alain Resnais (2012) combine deux pièces de Jean Anouilh, Eurydice et Cher Antoine ou l'Amour raté. Le film est une triple mise en abyme théâtrale (théâtre dans le théâtre).